# Mjósindzsi

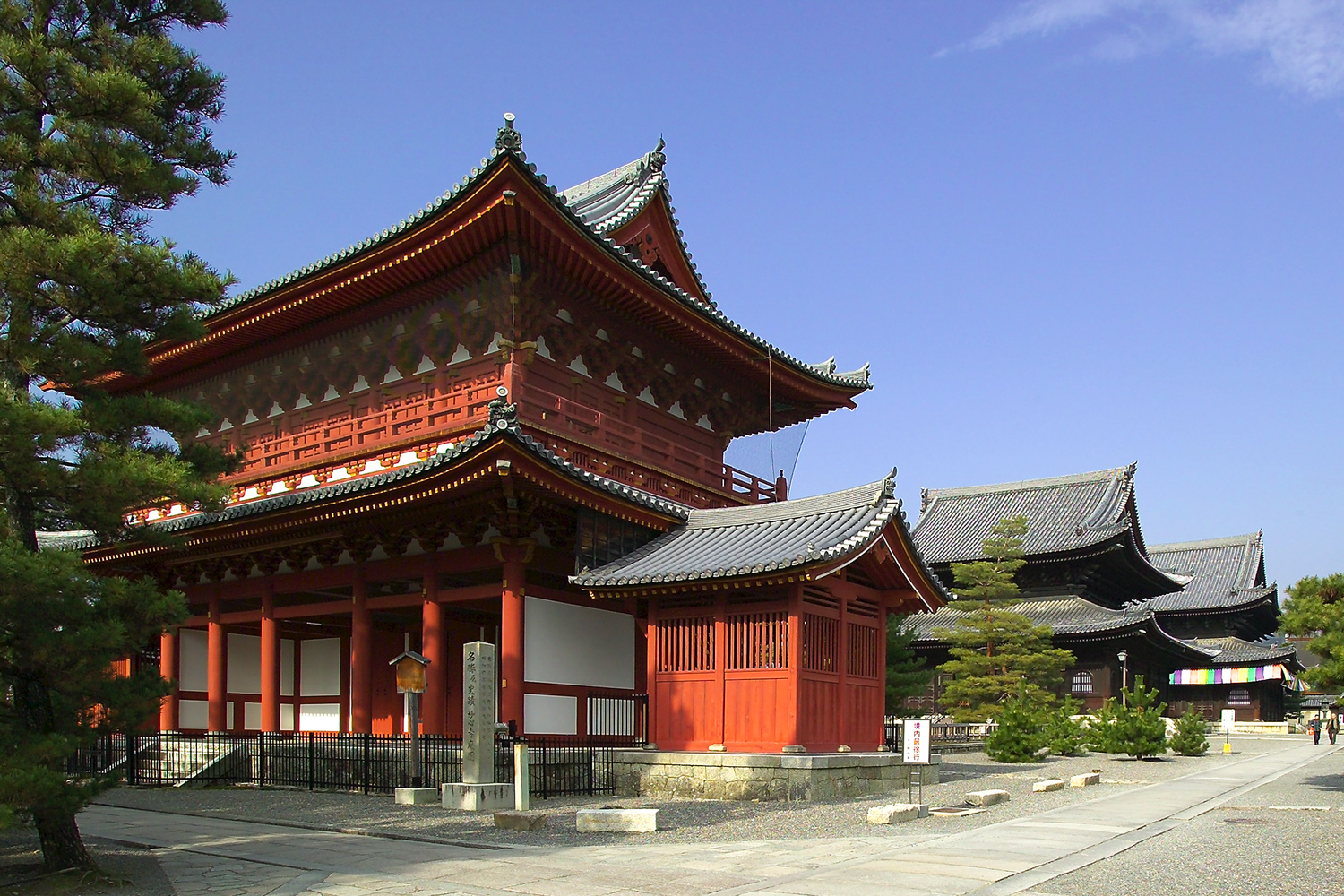
Főépületek balról jobbra: Szanmon, Bucuden, Hattó.

A Mjósindzsi egy hatalmas templomkomplexum Kiotó északnyugati részén, ami körülbelül ötven kisebb templomot foglal magába a főtemplom körül. Amíg pár templom látogatható, addig a legtöbb be van zárva a közönségnek. A látogatók mégis szabadon felfedezhetik a templomok udvarait és útjait. A komplexum sok szempontból hasonlít a Daitokudzsi templomhoz. A rinzai-féle zen buddhizmusban Mjósindzsi a főtemploma a Mjósindzsi iskolának, ami több, mint háromezer templomot foglal magába és a legnagyobb zen templomnak nevezi magát. A Mjósindzsit 1337-ben alapították, amikor a császár lemondott és a villáját zen templommá alakíttatta át.

## Történelme
Japán kilencvenötödik császára szerette ezt a területet, és ide építtette fel a palotáját. A lemondását követően, 1318-ban felvette a Hanazono nevet, és a zen gyakorlásának szentelte magát Sóhó Mjócsó mester és tanítványa, Kanzan Egen irányításával. Sóhó Mjócsó, a Daitoku-dzsi templom alapítója, a halálos ágyán megkérte Hanazonot, hogy folytassa a gyakorlást Kanzan Egen mellett. Hanazono átalakította a palotáját templommá, aminek Sóhó Mjócsó a Sobo-zan Mjósin-dzsi (正法山 妙心寺) nevet adta. Sóhó Mjócsó 1337. december 22-én meghalt. Kaznaz Egen lett ekkor a Mjósin-dzsi főpapja.

## Muromacsi-kor

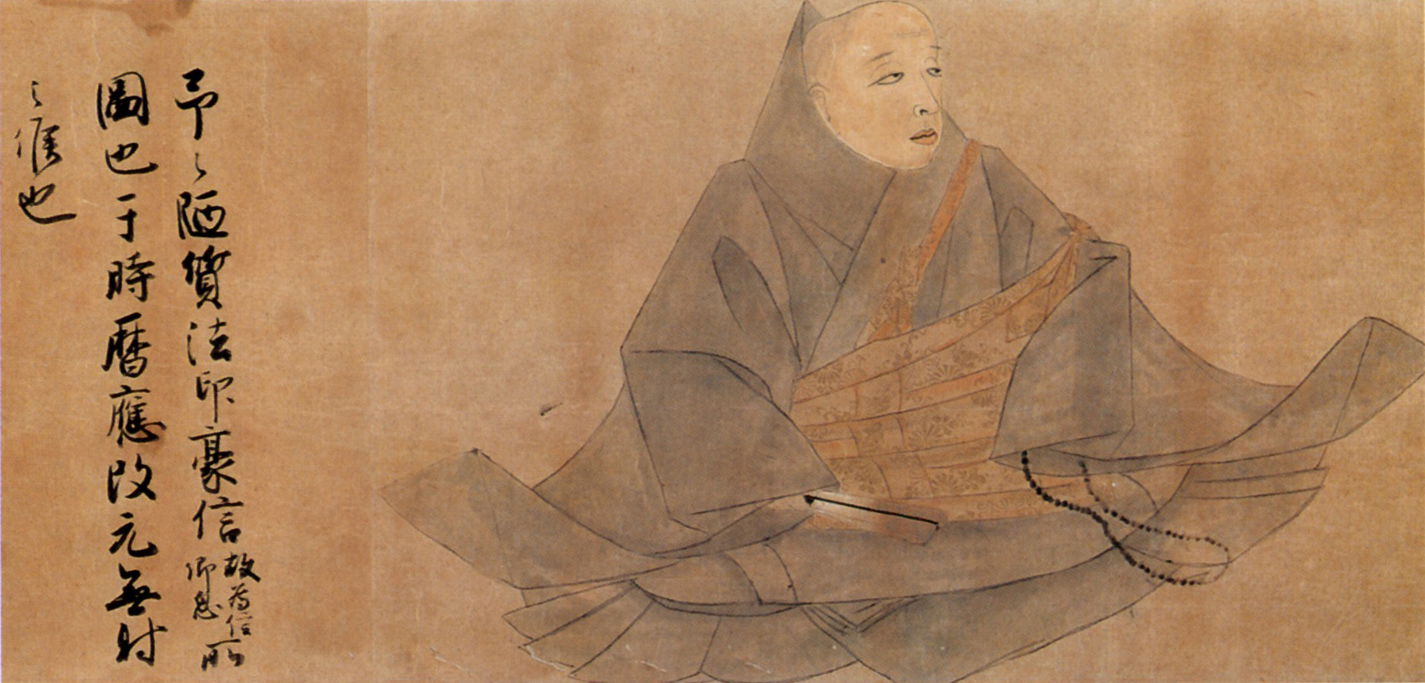
Hanazono császár

1338-ban, Sóhó halála után Hanazono bebiztosította a Gjókuhó-in (玉鳳院) templomot a Mjósin-dzsi közelében és a zent gyakorolta Kanzan Egen alatt. 1347-ben Hanazono megírta az „Ónen no Gosinkan-t” (往年の御宸翰) Kanzannak. Levelében kifejezi köszönetét egykori mesterének, és kívánságát, hogy a Mjósin-dzsi tovább nőjön, és még több emberhez juttassa el Buddha szavait. Nem sokkal később, ötvenegy évesen meghalt. 1360-ban Kanzan Egen is meghalt, miután két császári kitüntetést is kapott a Mjósin-dzsi-nél végzett munkájáért, a Hon-nu Endzsó Kokusi-t (本有円成国師) és a Muszó Daisi-t (無相大師).
1361-ben Kanzan tanítványát, Dzsuó Szóhicu-t (授翁宗弼) nevezték ki a Mjósin-dzsi második vezetőjének. 1380-ban Dzsuó Szóhicu meghalt nyolcvannégy évesen és halála után kapta meg az Enkan Kokusi (円鑑国師) és a Mimjo Daisi (微妙大師) kitüntetéseket. 1399-ben Asikaga Josimicu sógun (足利義満) elfoglalta a Mjósin-dzsi területét az Óei Háború alatt, és az akkori vezető mestert, Szecudó Szóboku-t házi őrizetbe vette a Szeiren-in templomban. A Mjósin-dzsi nevét Rjóun-dzsire változtatta és a Nanzen-dzsi Iskolához helyezte át.
1432-ben a Mjósin-dzsi elvett területeit visszaadták és Nippó Szósun zen mester újjáépíttette a templomot. 1467-ben a Mjósin-dzsi és a közeli Rjóan-dzsi templom leégett az Onin Háború alatt. 1477-ben Szekkó Szósin, a kilencedik vezető újjáépíttette a Mjósin-dzsit. 1509-ben a templom területeit kibővítették, amikor földet adományoztak a templomnak a közeli Ninna-dzsi templom területéből.

## Edo-kor
1615-ben az Edo sógunátus ideje alatt a Dzsi’in Hatto szabályozások a Mjósin-dzsi és a Daitoku-dzsi az edói kormány felügyelete alá kerültek. 1629-ben a Mjósin-dzsi és a Daitoku-dzsi papjai tiltakoztak a Dzsi’in Hatto intézkedései ellen. Négy papot, köztük két zen mestert Tanden Si’in-t és Takuan Szóhó-t megbüntették. Ez a tiltakozás a Lila köpeny incidensként (sie dzsiken) vált ismertté.
1868-ban megszavazták a Sinbucu Bunri Rei rendeletet, ami különválasztotta a buddhista és a sintó elemeket, miután a feudális viszonyok megszűntek Japánban, és megszületett a Meidzsi rendszer. Ezt követte a Haibucu Kisaku mozgalom, ami a buddhizmus erőteljes háttérbe szorítása volt, ami alatt több ezer templomban pusztítottak el Buddha képeket és szútrákat az egész országban. A Mjósin-dzsi ezek között a templomok között volt, de ugyanebben az időben indult el a ma is használt hivatali rendszerük, ekkor alapították meg a zen gyakorlását segítő kolostort és jött létre a Hannja Rin iskola, ami a mai Hanazono középiskola és Hanazono egyetem elődje.

## Iskola
Mint a buddhista hagyományok egyik temploma, a Mjósin-dzsi ugyanazokkal a kérdésekkel foglalkozik, amivel Gautama Sakjamuni, a történelmi Buddha: Mi az emberi szenvedés lényege és hogyan lehet megoldani ezt a szenvedést? Buddha a szenvedés alapját a valóság természetének rosszul értelmezésében látta. Az emberek hajalmosak boldogságot és biztonságot keresni a meg nem változó dolgokban, de Buddha szerint minden folyamatos változásban van (anitya). Az emberek hajlamosak a tudatukat önálló, örökkévaló lélekként elképzelni. Buddha elképzelése az volt, hogy egy embernek sem lehet változatlan öntudata, mindenki változik az idők folyamán, ezért az emberek igaz valója az én nem-léte (anātman). Buddha további tanításai voltak, hogy az anitya és az anātman tanulmányozása elvezet minket a szenvedés megoldásához és a megvilágosodás eléréséhez, ami röviden a Buddha tudatunk felébresztése, ami minden lényben megvan, csak el van rejtőzve az ember öntudata alá. Az alapvető gyakorlást Buddha találta ki a felébredés eléréséhez, ez a dhyāna. A zen iskolák megtartják a dhyāna lényegét, amit zazenként ismernek a zen iskolákban.
A Mjósin-dzsi alapítása óta megtartotta alapvető elkötelezettségét a megvilágosodáshoz a zazen gyakorlásán keresztül. 1347-es levelében Hanazono kifejezte köszönetét, amit a zen tanulmányozása miatt érzett, amik segítségével megtalálta a belső békéjét és vágyát, hogy visszafizesse Buddhának azt, hogy megmutatta neki az utat, hogy túltegye magát az emberi szenvedésen. A zenben a tartozás visszafizetése azt jelentette, hogy te magad elérted a megvilágosodást, és másoknak is segítened kellett elérned ugyanezt az állapotot. Hanazono ezt Kanzan tanításainak lényegében látta, vagyis Kanzan szavai szerint „Kérlek téged, tanulmányozd a forrást!” (Kó, sono moto o cutomeyó) – vagyis, ébreszd fel a belső Buddhád az elméd forrásának keresésével.
Hanazono meghalt 1348 őszén, de álma valóra vált, mikor Kanzan élete hátralévő éveit a Mjósin-dzsi terjesztésének szentelte. Hanazono és Kanzan erőfeszítései meghozták gyümölcseit a mai napig. A Mjósin-dzsi harmonikus kapcsolatot teremtett a papság és a világi emberek között, és törekszik a zen szellem terjesztésére. Ehhez fenntart zen központokat és kolostorokat Japánban és az egész világon, hogy zen papokat képezzen és lehetőséget adjon az embereknek, hogy gyakorolják a zen meditációt. Továbbá egyetemet, középiskolát, általános iskolát üzemeltet és több előadást és tanulócsoportot az egész országban.
A Mjósin-dzsi és a Rinzai Zen iskola álláspontja, hogy a zen tudatnak aktív szerepet kéne játszania a mindennapi életben. Az emberi szellemnek nyugodtnak és örömtelinek kéne lennie, és hálásnak mindazért, amit másoktól kap és a világtól körülötte. Hogy terjessze ezt a nézetet, a Mjósin-dzsi létrehozta a „Tanácsok a mindennapi szellemiséghez” és a „Tanítások a spirituális gyakorlatokhoz”.
```
„Tanácsok a mindennapi szellemiséghez” (Szeikacu Sindzsjo)
```

Minden egyes nap, egy alkalommal meditáljunk nyugalomban, és testünket hozzuk harmóniába a légzésünkkel és a szellemünkkel.
Hagyjuk, hogy felébredjen az emberi nemesség bennünk, és érdeme szerint örüljünk saját és a mások életének.
Méltányoljuk a létezés ajándékát és éljük napjainkat a hála jegyében.
```
„Tanítások a spirituális gyakorlatokhoz” (Sindzsin no Kotoba)
```

Meditáljunk csendben, szemléljük az ürességét a fizikai megtestesülésünknek.
Gyakoroljunk odaadóan, tudva, hogy minden létező lényegében Buddha.
Éljünk harmonikusan, úgy szemléljük a társadalmat, mint egy kertet mindannyiunk lelkéből.

## Komplexum
A Mjósin-dzsi egy hatalmas templom komplexum Kioto északnyugati részén, ami körülbelül ötven kisebb templomot foglal magába a főtemplom körül. Amíg pár templom látogatható, addig a legtöbb be van zárva a közönségnek. A látogatók mégis szabadon felfedezhetik a templomok udvarait és útjait. A komplexum sok szempontból hasonlít a Dajtoku-dzsi templomhoz.
A komplexum az Icsijó utca és a simotacsiuri-dóri között helyezkedik el, északról és délről is megközelíthető, ezeken az oldalakon helyezkednek el a fő kapui, mellettük több kis kapu, amiken úgyszintén be lehet lépni. A déli nagy kapu, a csokusi-mon nincs nyitva, mert ezen csak a császár léphet be a kíséretével, de mellette áll a déli fő kapu, a Minami-szómon, ami nyitva áll a látogatóknak. A kapuk mellett, északi és déli oldalon is információs standok állnak, hogy segítsenek az eligazodásban.
A Mjósin-dzsi fő épülete a templom déli kapuja mellett áll, nem messze a Hanazono állomástól. Sorban egymás mellett áll a Szanmon kapu, a Bucuden Hall, a Hatto Hall és az Ohodzso épület. A Szanmon kapu és a Bucuden Hall fontos kulturális értékek, de csak kívülről szemlélhetők.
A Hatto Hall-t lehet látogatni, de csak ott dolgozók által vezetett túra részeként. A csarnok plafonján egy hatalmas festett sárkány látható, aminek kinézete változik a szemszög változásától függően. Itt található az ország legrégebbiként számon tartott harang is, aminek készítését a késői 7. századra teszik.
A vezetett túrák az Ohodzso épületben kezdődnek, a vezető pap régi lakóhelyén. A vezetés japánul zajlik, és fél órát vesz igénybe. A vezetett túra magába foglal egy látogatást a templom mellékhelyiségébe, ami egy kisebb, Edo kori épületben van. 
Mjósin-dzsi rengeteg kisebb temploma közül négy nyitott a látogatóknak egész évben és öt csak meghatározott időközönként. A zárt templomok között vannak olyanok, amiknek kapuit nyitva hagyják, hogy be lehessen pillantani a belső kertjükbe. A templomot behálózó ösvényeken sétálva megtapasztalhatjuk a hangulatát a nyugodt belső világnak. Noha el van választva a templom többi részétől jelenleg, a közeli Rjoan-dzsi templom is része a Mjósin-dzsi templom együttesnek.
Taidzo-in Templom a Mjósin-dzsi leghíresebb altemploma a Mjósin-dzsi területén. A templom híres tókertjét az 1960-as években alakították ki és a Sóva-kor egyik legszebb kertjének tartják. A kőkertjét az 1400-as években tervezte Kanó Motonobu, híres festő. A Taidzo-in templom tulajdona egy drága festmény ugyancsak az 1400-as évekből, ami egy buddhista példázatot ábrázol, ahogy ez férfi halat próbál fogni egy lopótökkel.
A másik két nyitva tartott templom nem olyan nagy vagy ismert, mint a Taizo-in, de csendes és nyugodt környezetet kínál a látogatóknak. A Keisun-in templom több kerttel rendelkezik és egy kellemes tea szobával.  A Daisin-in templom a legkisebb a négy templom közül, de gyönyörű pünkösdi rózsa és kőkertje van, továbbá kisebb templom szobái.

## Épületek
•	Csokusimon – épült 1610-ben.
•	Szanmon – épült 1599-ben.
•	Bucuden – épült 1827-ben.
•	Hattó – épült 1656-ban.
•	Dai-hódzsó – épült 1654-ben.
•	Kuri – épült 1653-ban.
•	So-hódzsó – épült 1603-ban.
•	Jokusicu – épült 1656-ban.
•	Kjózó – épült 1673-ban.
•	Minamimon – épült 1610-ben.
•	Kitamon – épült 1610-ben.
•	Genkan – épült 1654-ben.
•	Sindó – épült 1656-ban.

## Megközelítés
A Mjósin-dzsi öt perc sétára van a JR Hanazono Állomástól és három percre a Mjósin-dzsi Állomástól a Keifuku Kitani vonalon. 
A Rjoan-dzsi templom tíz-tizenöt perc sétára van a Mjósin-dzsi-től.